# Jorge Acuña
Jorge Acuña (Ovalle, 31 juli 1978) is een voormalig Chileens voetballer die als middenvelder speelde.
Acuña speelde in eigen land in 1999 voor Unión Española en vervolgens drie jaar voor Universidad Católica, waar oud-Feyenoorder Wim Rijsbergen als trainer actief was. In 2002 werd die club kampioen dankzij een uitblinkende Acuña, die werd uitgeroepen tot beste speler van de competitie en een selectie bij het nationale elftal afdwong.
In januari 2003 werd hij door Feyenoord uitgenodigd voor een oefenstage. Nadat hij indruk maakte vanwege zijn felheid en zijn kwaliteiten als balveroveraar, bood de club hem een contract voor 3,5 jaar aan. Hij maakte zijn debuut in de Nederlandse eredivisie op 15 februari 2003, toen Feyenoord in Alkmaar met 4-1 won van AZ, onder meer door twee goals van Pierre van Hooijdonk. Hij viel in die wedstrijd na 36 minuten in voor de Japanse spelverdeler Shinji Ono.
Waar de supporters hoopten op een opvolger voor Paul Bosvelt bleek Acuña al snel kwaliteit tekort te komen. In anderhalf jaar kwam hij slechts vijftien maal in actie. Nadat Ruud Gullit - de nieuw aangetrokken Feyenoordcoach voor het seizoen 2004-2005 - liet weten geen behoefte te hebben aan de Chileen speelde hij een jaar op huurbasis bij zijn oude club Universidade Catolica. Feyenoords pogingen om hem te verkopen mislukten zodat Acuña transfervrij mocht vertrekken na nog een jaar op huurbasis te zijn uitgekomen voor RBC Roosendaal.
Aanvankelijk hield Acuña volgens eigen zeggen nog rekening met een transfer naar Lazio Roma, maar nadat hij was afgetest door Blackburn Rovers en Wigan Athletic keerde hij terug naar zijn thuisland. In 2007 vertrok hij weer uit Chili, om daarna weer te gaan spelen voor Mamelodi Sundowns in Zuid-Afrika. Vanaf 2009 speelde hij wederom in Chili. In 2016 eindigde Acuña zijn profcarrière.

## Erelijst
| Primera División | 1x | 2002 (Torneo Apertura) |